# Hans Luckhardt

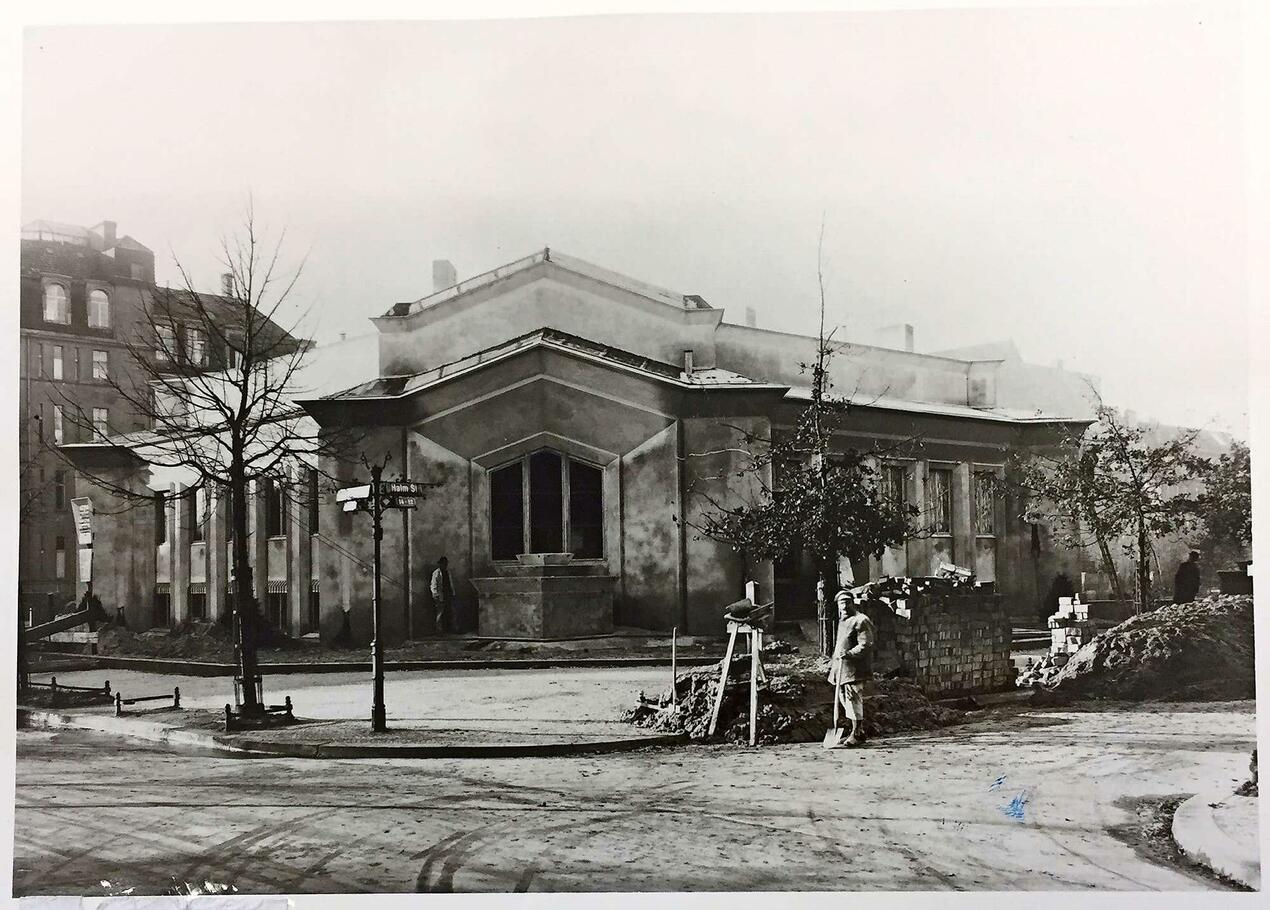
Die expressionistische Fassade des 1922 von Franz Hoffmann, Hans und Wassili Luckhardt entworfenen Haus Buchthal in Berlin-Westend bestand nur bis zum Umbau des Gebäudes zu einem weißen Kubus im Stil der Neuen Sachlichkeit durch Ernst L. Freud

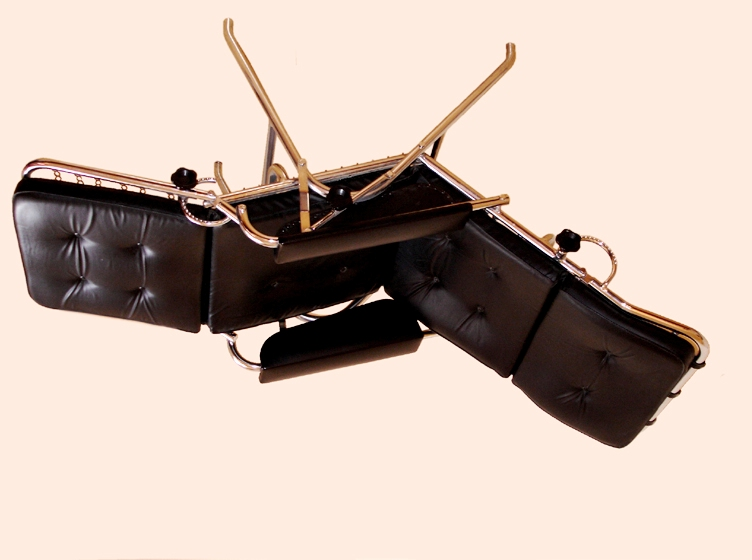
Von Hans Luckhardt entworfener Stahlrohrliegestuhl Siesta Medicinal der Firma Gebrüder Thonet

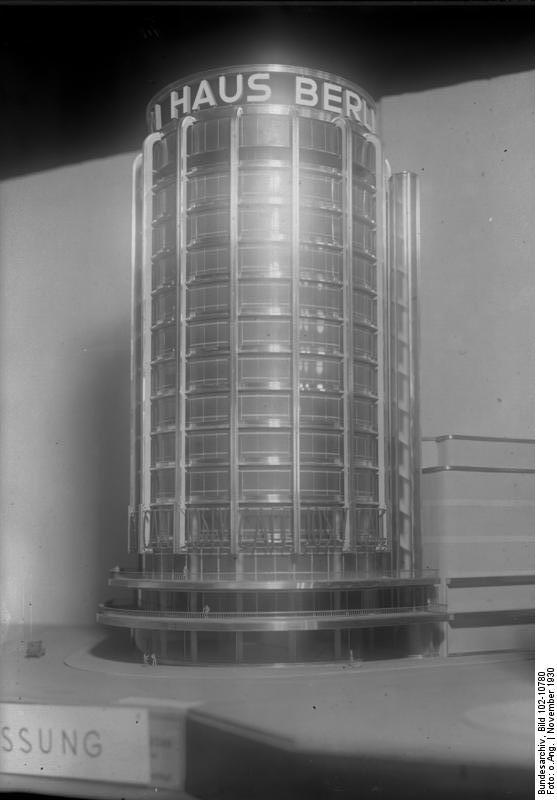
Modell des geplanten Turmhauses Haus Berlin am Potsdamer Platz, 1930, nicht realisiert, von Hans Luckhardt, Wassili Luckhardt und Alfons Anker

Hans Luckhardt (* 16. Juni 1890 in Charlottenburg; † 8. Oktober 1954 in Bad Wiessee) war ein deutscher Architekt und Bruder von Wassili Luckhardt, mit dem er zeitlebens zusammenarbeitete.
Er studierte an der Technischen Hochschule Karlsruhe bei Hermann Billing und war Mitglied der Novembergruppe, des Arbeitsrats für Kunst und der Gläsernen Kette. Zusammen mit Anton Lorenz entwarf er in den 1920er- und 1930er-Jahren für die Firma Thonet auch Möbel, überwiegend Stahlrohr- und Bewegungsstühle. Beispiele sind hier der Freischwinger S 36 und der Thonet Siesta Medicinal.

## Leben
- 1921 bis 1954 gemeinsames Architekturbüro mit seinem Bruder Wassili
- 1924 bis 1934 gemeinsames Büro mit Alfons Anker
- ab 1952 Professor an der Hochschule für Bildende Künste Berlin (heute Universität der Künste Berlin)

In den 1920er-Jahren gehörten die Brüder Luckhardt zu den aufstrebenden jungen Architekten in Berlin. Ursprünglich dem Expressionismus zugewandt, sind ihre Bauten typische Beispiele des Neuen Bauens mit Skeletten aus Stahl oder Stahlbeton.
In der Zeit des Nationalsozialismus versuchten die Brüder Luckhardt anfänglich, sich mit den neuen Machthabern zu arrangieren und traten zum 1. Mai 1933 der NSDAP bei (Mitgliedsnummer 2.637.661). Es stellte sich aber schnell heraus, dass die offizielle Staatslinie nach einer anderen Architektursprache verlangte. Sie erhielten Berufsverbot und konnten in dieser Zeit nur drei Einfamilienhäuser bauen, die sich im Äußeren der vorgegebenen Erscheinung unterordnen.
Nach dem Zweiten Weltkrieg versuchten sie an die Vorkriegszeit anzuknüpfen. Ganz zum Schluss versuchten sich die Brüder Luckhardt noch als Denkmalpfleger in eigener Sache. Anstatt ein eigenes Grabmal zu entwerfen, kauften sie ein Grab von 1905, das vielleicht sonst abgerissen worden wäre.

## Werk

### Bauten (Auswahl)

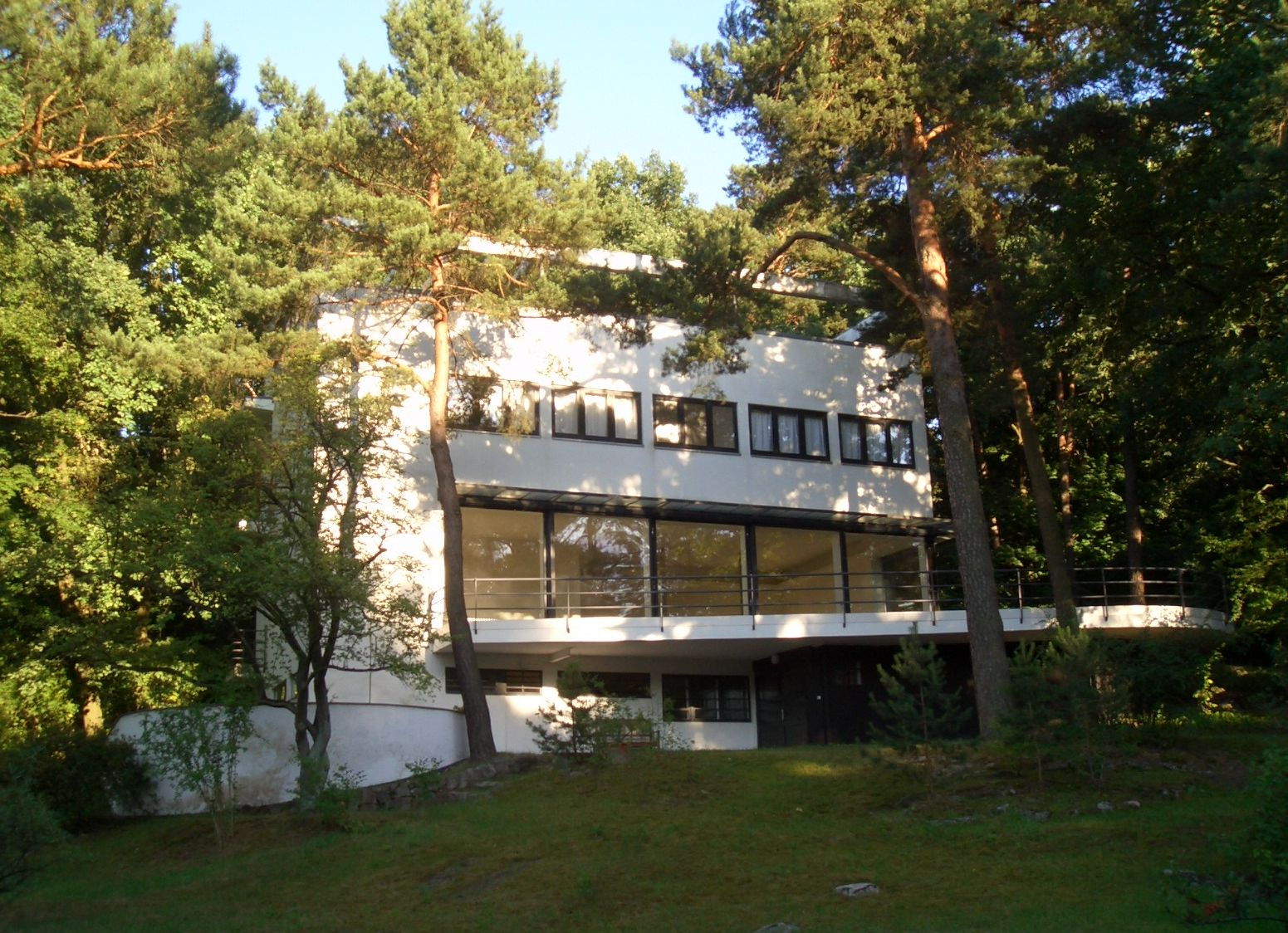
Wohnhaus Am Rupenhorn 25, 1929–30 von Hans Luckhardt, Wassili Luckhardt und Alfons Anker

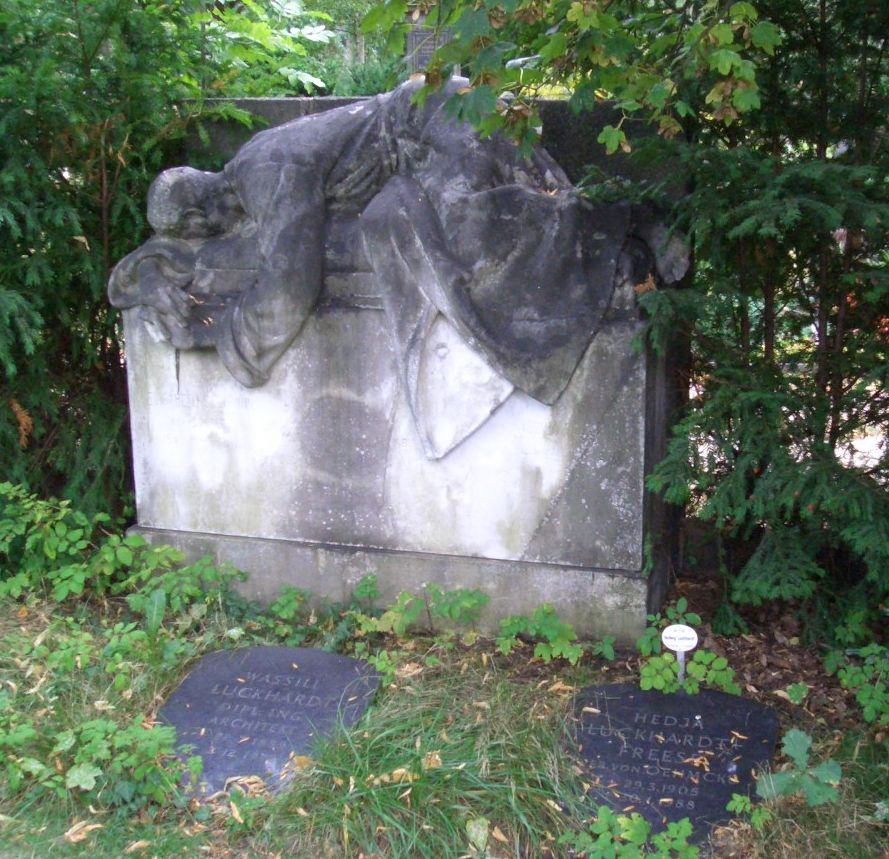
Übernommene Grabstätte Schischin (1905), Luisenstädtischer Friedhof

- Haus Buchthal, Berlin-Westend (1922/23) 1928 umgebaut von Ernst Freud[4][Anm 1]
- Reihenhäuser an der Schorlemerallee (Versuchssiedlung), Berlin-Dahlem (1925–30, teilweise verändert)[5][6][7]
- Geschäftshaus Tauentzienstraße, Stadtküche Kraft, Berlin (1925, im Krieg zerstört)
- Haus Scharlachberg, Kurfürstendamm 211, (Umbau 1926)
- Chrysler-Haus, Kurfürstendamm 40/41, Berlin-Charlottenburg (1927, 1961 abgerissen)
- Geschäftshaus Hirsch, Berlin (1926–27)
- Telschow-Haus, Berlin-Tiergarten (1928–29, im Krieg zerstört)
- Landhaus Kluge (Luckhardt-Villa), Berlin-Charlottenburg (1929)
- Wohnhäuser Am Rupenhorn,[8] Berlin (1919–32)[9][10]
- Landhaus Bibersteig, Berlin-Schmargendorf (1939)[11]
- Berliner Pavillon auf der Constructa 1951, Hannover (1951, zerstört)

### Projekte (Auswahl)

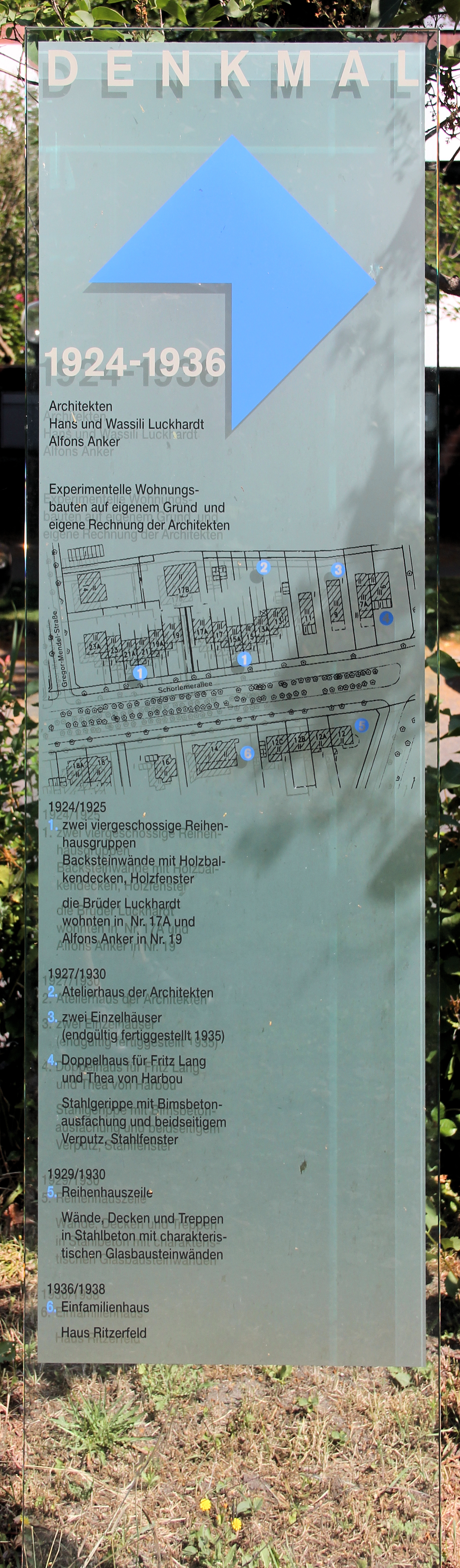
Gedenktafel, Schorlemerallee 19, in Berlin-Dahlem

- Wettbewerb Deutsches Hygiene-Museum Dresden (1920)
- Wettbewerb Hochhaus am Bahnhof Friedrichstraße, Berlin (1922)
- Wettbewerb Neugestaltung des Alexanderplatz, Berlin (1929)
- Turmhausprojekt Haus Berlin auf der Josty-Ecke am Potsdamer Platz, Berlin (1930)
- Medizinische Hochschule Preßburg (1933)
- Siesta Medizinal für Thonet (1936)
- Wettbewerb „Rund um den Zoo“, Berlin (1948)